# Grupo de pesquisa
Um grupo de pesquisa é um grupo de pesquisadores, geralmente da mesma faculdade, especializados no mesmo assunto, trabalhando juntos na mesma questão ou tópico.
O sucesso de um grupo de pesquisa depende de vários fatores: objetivos claramente definidos, ênfase na pesquisa, clima de grupo, governança participativa, organização descentralizada, comunicação, recursos, recrutamento, seleção e liderança.
Grupos de pesquisa podem ser confundidos com grupos de estudo, que tendem a ser mais informais e usados com mais frequência por estudantes mais jovens.[carece de fontes?]

## Histórico
Na década de 1970, pesquisadores estudaram seis grupos  de  ciência  e tecnologia dos seguintes países: Áustria,  Bélgica,  Finlândia,  Hungria, Polônia   e   Suécia.   As categorias de análise utilizadas para discussão foram:   a)comunicação  e  colaboração  nos  Grupos  de  Pesquisa;  b)  papel  do  líder;  e  c)  número de participantes (tamanho do Grupo).
 

Há ainda estudos relacionando o papel dos grupos na formação e na socialização de novos pesquisadores em diferentes contextos e países.